# Буамон (Мёрт и Мозель)
Буамо́н (фр. Boismont) — коммуна во французском департаменте Мёрт и Мозель региона Лотарингия. Относится к  кантону Вильрюп.	

## География
Буамон расположен в 45 км к северо-западу от Меца. Соседние коммуны: Балье на северо-востоке, Базай и Виль-о-Монтуа на востоке, Мерси-ле-Ба и Сен-Сюппле на юге, Ан-деван-Пьерпон на западе, Пьерпон на северо-западе.					

## Демография
Население коммуны на 2010 год составляло 470 человек.
| 1962 | 1968 | 1975 | 1982 | 1990 | 1999 | 2010 |
| ---- | ---- | ---- | ---- | ---- | ---- | ---- |
| 586  | 525  | 474  | 378  | 437  | 455  | 470  |